# UTC−08:30
UTC-08:30 시간대는 협정 세계시보다 8시간 30분 늦은 시간대이다.

## 시간대
1998년 4월 26일까지 핏케언 제도에서 표준시로 사용되었으며, 같은 해 4월 27일부터 표준시를 UTC-08로 사용하고 있다.